# Gunilla Bielke
Titre
Reine consort de Suède-Finlande
21 février 1585 – 17 novembre 1592
(7 ans, 8 mois et 27 jours)
 Gunilla Bielke, (en suédois : Gunilla Bielke) née le 25 juin 1568 et décédée le  19 juillet 1597 au Château de  Bråborg (Suède-Finlande), reine de Suède-Finlande, seconde épouse du roi Jean III.

## Biographie
Elle est la fille de Johan Axelsson Bielke, cousin du roi, et gouverneur d'Ostrogothie et de Margareta Posse. Elle est élevée à la cour très jeune, car elle est dame de compagnie de la princesse Anne de Finlande. En 1582, elle a été faite la dame d'honneur de la reine.
Elle refuse la proposition de mariage du roi, qui le prendra comme une offense. La famille de Christine va lui forcer la main, en lui faisant comprendre qu'un mariage avec le roi est mieux qu'un mariage d'amour. En effet, elle était déjà promise à un jeune noble, Per Jonsson.
Elle épouse le roi le 21 février 1585 à Västerås et cela malgré le désaccord des sœurs du roi qui considèrent ce mariage comme une mésalliance.
Elle était estimée comme une femme très belle et ce fut l'un des critères de choix du roi qui l'épousa principalement en raison « de son attraction sexuelle et comme un remède à la dépression de sa vieillesse, causée par la mort de sa première femme ».
Elle eut un seul enfant :
- Jean, Duc d'Östergötland[1].

## Règne
Dans la mesure où elle bénéficiait de rentes importantes elle était l'une des plus riches reines de Suède. Elle avait une influence significative sur le roi vieillissant.
Elle est créditée avoir influencé le roi vers le protestantisme et plusieurs fois, il a ouvertement reconnu avoir changé son avis et ses décisions « pour notre maîtresse les vœux de la chère Reine ». En 1590, le roi a libéré un groupe de prisonniers politiques, les membres du Parlement, à sa demande.
Après la mort du roi, elle est restée au Château à Stockholm, préparée à se battre pour une succession pour elle et son fils. Elle a été accusée par son beau-frère, Charles IX de Suède, de voler des affaires du Château Royal.
Christine a refusé de quitter Stockholm avant qu'elle n'ait garanti sa succession. Elle est envoyée à la retraite au Château de Bråborg, où elle est restée pendant les quatre ans jusqu'à sa mort. Elle a été enterrée dans la Cathédrale d'Uppsala.